# Дуке Маркес, Иван
Иван Дуке Маркес (исп. Iván Duque Márquez; род. 1 августа 1976, Богота) — колумбийский политический и государственный деятель. Президент Колумбии с 7 августа 2018 по 7 августа 2022 года, ранее сенатор (2014—2018). Долгое время деятельность Ивана Дуке была связана с финансовой сферой.

## Биография
Иван Дуке Маркес родился 1 августа 1976 года в Боготе (Колумбия). Отец Иван Дуке Эскобар (1937—2016) был министром шахт (1985—1986) при президенте Белисарио Бетанкуре, губернатором департамента Антьокии (1981—1982) и Национальным регистратором (1998—2002).
Изучал юриспруденцию в Университете Серхио Арболеды (Колумбия) и международное экономическое право в Американском университете (США). Кроме этого проходил государственное управление в Джорджтаунском университете (США), учился в Гарвардской школе бизнеса (США).
С 1999 года работал консультантом в Андской корпорации развития, затем — советником министра финансов Хуана Мануэля Сантоса (позже президент Колумбии).
В 2001—2013 годах работал в Межамериканском банке развития (BID). В 2001—2010 годах работал в качестве старшего советника исполнительного директората Колумбии, Перу и Эквадора, затем в 2010—2013 годах — начальник отдела культуры, творчества и солидарности.
Был советником бывшего президента Колумбии Альваро Урибе во время работы международной комиссии ООН по расследованию инцидента между Израилем и Турцией 31 мая 2010 года у берегов Газы.
В 2014 году избран в Сенат от партии Демократический центр и правой коалиции.

### Президентские выборы 2018 года
В декабре 2017 года стал кандидатом в президенты от партии. Набрал в первом туре около 39% и вышел во второй тур президентских выборов, на которых победил, набрав 53,97% голосов.

## Личная жизнь
Является болельщиком «Америки Кали».